# فيليب أدريان
فيليب أدريان (بالفرنسية: Philippe Adrien)‏ هو كاتب سيناريو ومؤلف ومخرج وممثل فرنسي، ولد في 19 ديسمبر 1939 في فرنسا.

## وصلات خارجية
- فيليب أدريان على موقع IMDb (الإنجليزية)
- فيليب أدريان على موقع قاعدة بيانات الفيلم (الإنجليزية)